# Masih Zahedi
Masih Zahedi (tiếng Ba Tư: مسیح زاهدی); là một hậu vệ bóng đá người Iran hiện tại thi đấu cho Gostaresh Foulad ở Persian Gulf Pro League.

## Sự nghiệp câu lạc bộ

### Paykan
Anh khởi đầu sự nghiệp với Paykan từ các cấp độ trẻ.

### Shahrdari Ardabil
Zahedi gia nhập Shahrdari Ardabil vào mùa hè năm 2013. Anh là một phần của Shahrdari Ardabil trong việc lên chơi tại Azadegan League 2014–15.

### Saipa
Zahedi gia nhập Saipa vào mùa hè năm 2014. Anh có màn ra mắt cho Saipa ngày 4 tháng 12 năm 2014 trước Naft MIS với tư cách đá chính.

## Thống kê sự nghiệp câu lạc bộ
Tính đến 15 tháng 5 năm 2015.
| Câu lạc bộ          | Hạng đấu            | Mùa giải            | Giải vô địch | Giải vô địch | Cúp Hazfi | Cúp Hazfi | Châu Á  | Châu Á    | Tổng    | Tổng      |
| Câu lạc bộ          | Hạng đấu            | Mùa giải            | Số trận      | Bàn thắng    | Số trận   | Bàn thắng | Số trận | Bàn thắng | Số trận | Bàn thắng |
| ------------------- | ------------------- | ------------------- | ------------ | ------------ | --------- | --------- | ------- | --------- | ------- | --------- |
| Saipa               | Pro League          | 2014–15             | 7            | 0            | 1         | 0         | –       | –         | 8       | 0         |
| Tổng cộng sự nghiệp | Tổng cộng sự nghiệp | Tổng cộng sự nghiệp | 7            | 0            | 1         | 0         | 0       | 0         | 8       | 0         |